# MTV Video Music Awards de 2019
O MTV Video Music Awards de 2019 foi realizado em 26 de agosto de 2019, no Prudential Center, em Newark, nos Estados Unidos. Esta foi a primeira vez que o estado de Nova Jérsia recebeu o evento. A 36.ª cerimônia foi apresentada pelo comediante estadunidense Sebastian Maniscalco.
Ariana Grande, Taylor Swift e Billie Eilish foram as grandes vencedoras da premiação, com três prêmios cada. Missy Elliott se tornou a primeira mulher rapper a ganhar o prêmio Michael Jackson Video Vanguard. O evento foi transmitido em várias redes da Viacom, bem como em seus respectivos sites e aplicativos, através da autenticação do TV Everywhere.

## Performances
| Artista                                                             | Canção | Apresentado por           |
| Pré-show                                                            | Pré-show | Pré-show                  |
| ------------------------------------------------------------------- | --- | ------------------------- |
| Ava Max                                                             | "Torn" "Sweet but Psycho" | Zara Larsson              |
| CNCO                                                                | "De Cero" | Terrence J Zara Larsson   |
| Megan Thee Stallion                                                 | "Big Ole Freak" | —                         |
| Megan Thee Stallion                                                 | "Hot Girl Summer" "Cash Shit" | Terrence J                |
| Premiação                                                           | |                           |
| Taylor Swift                                                        | "You Need to Calm Down" Lover" | —                         |
| Shawn Mendes                                                        | "If I Can't Have You" | Bebe Rexha                |
| Lizzo                                                               | "Truth Hurts" "Good as Hell" | Megan Thee Stallion       |
| Jonas Brothers                                                      | "Sucker" Only Human" | Sebastian Maniscalco      |
| Lil Nas X                                                           | "Panini" | Billy Ray Cyrus           |
| Missy Elliott                                                       | Medley: "Throw It Back" "The Rain (Supa Dupa Fly)" "Hot Boyz" "Get Ur Freak On" "Work It" "Pass That Dutch" "Lose Control" (contém elementos de "Cool Off") | —                         |
| Shawn Mendes Camila Cabello                                         | "Señorita" | Lindsey Vonn P. K. Subban |
| Miley Cyrus                                                         | "Slide Away" | Lizzo                     |
| Rosalía Ozuna                                                       | "A Ningún Hombre" "Yo x Ti, Tu x Mi" "Aute Cuture" | Gigi Hadid Bella Hadid    |
| H.E.R.                                                              | "Anti" | Lenny Kravitz             |
| Normani                                                             | "Motivation" | Lenny Kravitz             |
| AJ Mitchell                                                         | "Slow Dance" | Terrence J                |
| Big Sean ASAP Ferg                                                  | "Bezerk" | DJ Khaled                 |
| J Balvin Bad Bunny                                                  | "Qué Pretendes" | Victor Cruz Adriana Lima  |
| Redman DoItAl Fetty Wap Wyclef Jean Naughty by Nature Queen Latifah | Medley: "O.P.P" "Trap Queen" "Gone Till November" "No Woman, No Cry" "U.N.I.T.Y." "Hip Hop Hooray"                                                          | Ice-T                     |

Notas
1. ↑  Não transmitido.
2. ↑  Gravado no The Stone Pony, em Asbury Park, Nova Jérsei, nos Estados Unidos.
3. ↑  Gravado na sede da Mars Wrigley, em Newark, Nova Jérsei, nos Estados Unidos. Exibido durante os comerciais.

## Vencedores e indicados
Os indicados para a maioria das categorias foram revelados em 23 de julho de 2019. Ariana Grande e Taylor Swift foram as líderes em indicações, com doze cada, seguidas por Billie Eilish com dez, e Lil Nas X, com nove enquanto duas novas categorias foram incluídas: Melhor Vídeo de K-Pop e Vídeo do Bem (anteriormente "Vídeo com Mensagem"). Em 19 de agosto, mais três categorias foram anunciadas: Melhor Grupo, Melhor Hino Poderoso e Melhor Canção do Verão. Os vencedores foram anunciados em 26 de agosto de 2019. Os vencedores estão listados primeiro e destacados em negrito.
| Vídeo do Ano (apresentado por Queen Latifah e John Travolta) | Artista do Ano |
| --- | --- |
| - Taylor Swift — "You Need to Calm Down" - Jonas Brothers — "Sucker" - Ariana Grande — "Thank U, Next" - 21 Savage com part. de J. Cole — "A Lot" - Lil Nas X com part. de Billy Ray Cyrus — "Old Town Road (Remix)" - Billie Eilish — "Bad Guy" | - Ariana Grande - Cardi B - Billie Eilish - Halsey - Jonas Brothers - Shawn Mendes |
| Canção do Ano (apresentado por Keke Palmer) | Vídeo de Grupo |
| - Lil Nas X com part. de Billy Ray Cyrus — "Old Town Road (Remix)" - Drake — "In My Feelings" - Ariana Grande — "Thank U, Next" - Lady Gaga e Bradley Cooper — "Shallow" - Taylor Swift — "You Need to Calm Down" - Jonas Brothers — "Sucker" | - BTS - 5 Seconds of Summer - Backstreet Boys - BLACKPINK - CNCO - Jonas Brothers - PRETTYMUCH - Why Don't We |
| Artista Revelação (apresentado por Hailee Steinfeld) | Melhor Colaboração (apresentado por Alex Morgan, Ali Krieger e Ashlyn Harris) |
| - Billie Eilish - Lizzo - H.E.R. - Lil Nas X - Ava Max - Rosalía | - Shawn Mendes e Camila Cabello — "Señorita" - Taylor Swift com part. de Brendon Urie — "Me!" - BTS com part. de Halsey — "Boy with Luv" - Lady Gaga e Bradley Cooper — "Shallow" - Lil Nas X com part. de Billy Ray Cyrus — "Old Town Road (Remix)" - Ed Sheeran e Justin Bieber – "I Don't Care" |
| Artista Push do Ano (apresentado por Nessa e Hayley Kiyoko no pré-show) | Melhor Vídeo de Pop (apresentado por Drea de Matteo, Vincent Pastore e Jamie-Lynn Sigler) |
| - Billie Eilish - Bazzi - CNCO - H.E.R. - Lauv - Lizzo | - Jonas Brothers — "Sucker" - Billie Eilish — "Bad Guy" - Ariana Grande — "Thank U, Next" - Khalid — "Talk" - Cardi B e Bruno Mars — "Please Me" - 5 Seconds of Summer — "Easier" - Taylor Swift — "You Need to Calm Down" |
| Melhor Vídeo de Hip Hop (apresentado por Rick Ross e Pepa) | Melhor Vídeo de R&B |
| - Cardi B — "Money" - Travis Scott com part. de Drake — "Sicko Mode" - 21 Savage com part. de J. Cole — "A Lot" - 2 Chainz com part. de Ariana Grande — "Rule the World" - DJ Khaled com part. de Nipsey Hussle e John Legend — "Higher" - Lil Nas X com part. de Billy Ray Cyrus — "Old Town Road (Remix)" | - Normani com part. de 6lack — "Waves" - Childish Gambino — "Feels Like Summer" - H.E.R. com part. de Bryson Tiller — "Could've Been" - Alicia Keys — "Raise a Man" - Ella Mai — "Trip" - Anderson Paak com part. de Smokey Robinson — "Make It Better" |
| Melhor Vídeo de K-pop (apresentado por Terrence J, Nessa e Zara Larsson no pré-show) | Melhor Vídeo Latino (apresentado por Nessa e Alison Brie e French Montana) |
| - BTS com part. de Halsey — "Boy with Luv" - BLACKPINK — "Kill This Love" - Monsta X com part. de French Montana — "Who Do You Love" - Tomorrow X Together — "Cat & Dog" - NCT 127 — "Regular" - EXO — "Tempo" | - Rosalía e J Balvin com part. de El Guincho — "Con Altura" - Bad Bunny com part. de Drake — "Mia" - Maluma — "Mala Mía" - Daddy Yankee com part. de Snow — "Con Calma" - Anuel AA e Karol G — "Secreto" - Benny Blanco, Tainy, Selena Gomez e J Balvin — "I Can't Get Enough" |
| Melhor Vídeo de Dance | Melhor Vídeo de Rock |
| - The Chainsmokers e Bebe Rexha – "Call You Mine" - Clean Bandit com part. de Demi Lovato — "Solo" - DJ Snake com part. de Selena Gomez, Ozuna e Cardi B — "Taki Taki" - David Guetta, Bebe Rexha e J Balvin — "Say My Name" - Marshmello e Bastille — "Happier" - Silk City e Dua Lipa — "Electricity" | - Panic! at the Disco — "High Hopes" - The 1975 — "Love It If We Made It" - Fall Out Boy — "Bishops Knife Trick" - Imagine Dragons — "Natural" - Lenny Kravitz — "Low" - Twenty One Pilots — "My Blood" |
| Vídeo pelo Bem (apresentado por Jonathan Van Ness) | Melhor Direção |
| - Taylor Swift — "You Need to Calm Down" - The Killers — "Land of the Free" - Jamie N Commons e Skylar Grey com part. de Gallant — "Runaway Train" - Halsey — "Nightmare" - John Legend — "Preach" - Lil Dicky — "Earth" | - Lil Nas X com part. de Billy Ray Cyrus — "Old Town Road (Remix)" (Dir.: Calmatic) - Billie Eilish — "Bad Guy" (Dir.: Dave Meyers) - FKA Twigs — "Cellophane" (Dir.: Andrew Thomas Huang) - Ariana Grande — "Thank U, Next" (Dir.: Hannah Lux Davis) - LSD — "No New Friends" (Dir.: Dano Cerny) - Taylor Swift — "You Need to Calm Down (Dir.: Drew Kirsch e Taylor Swift)                                                 |
| Melhores Efeitos Visuais | Melhor Edição |
| - Taylor Swift com part. de Brendon Urie — "Me!" (Efeitos visuais: Loris Paillier e Lucas Salton) - DJ Khaled com part. de SZA — "Just Us" (Efeitos visuais: GloriaFX, Sergii Mashevskyi e Anatolii Kuzmytskyi) - Billie Eilish — "When the Party's Over" (Efeitos visuais: Bryan Fugal da Centralfugal Productions, Ryan Ross e Andres Jaramillo) - FKA Twigs — "Cellophane" (Efeitos visuais: Analog) - Ariana Grande — "God Is a Woman" (Efeitos visuais: Fabrice Lagayette at Mathematic) - LSD — "No New Friends" (Efeitos visuais: Ethan Chancer) | - Billie Eilish — "Bad Guy" (Ed.: Billie Eilish) - Ariana Grande — "7 Rings" (Ed.: Hannah Lux Davis e Taylor Walsh) - Lil Nas X com part. de Billy Ray Cyrus — "Old Town Road (Remix)" (Ed.: Calmatic) - Anderson .Paak com part. de Kendrick Lamar — "Tints" (Ed.: Vinnie Hobbs) - Solange — "Almeda" (Ed.: Solange Knowles, Vinnie Hobbs, Jonathon Proctor) - Taylor Swift — "You Need to Calm Down" (Ed.r: Jarrett Fijal) |
| Melhor Direção de Arte | Melhor Coreografia |
| - Ariana Grande — "7 Rings" (Dir.: John Richoux) - BTS com part. de Halsey — "Boy with Luv" (Dir.: JinSil Park, BoNa Kim) - Lil Nas X com part. de Billy Ray Cyrus — "Old Town Road (Remix)" (Dir.: Christian Zollenkopf da Prettybird) - Shawn Mendes e Camila Cabello — "Señorita" (Dir.: Tatiana Van Sauter) - Taylor Swift — "You Need to Calm Down" (Dir.: Brittany Porter) - Kanye West e Lil Pump com part. de Adele Givens — "I Love It" (Dir.: Tino Schaedler) | - Rosalía e J Balvin com part. de El Guincho — "Con altura" (Coreógrafo: Charm La'Donna) - BTS com part. de Halsey — "Boy with Luv" (Cor.: Rie Hata) - FKA Twigs — "Cellophane" (Cor.: Kelly Yvone) - LSD — "No New Friends" (Cor.: Ryan Heffington) - Shawn Mendes e Camila Cabello — "Señorita" (Cor.: Calvit Hodge e Sara Biv) - Solange — "Almeda" (Cor.: Maya Taylor e Solange Knowles)                                 |
| Melhor Cinematografia | Melhor Hino Poderoso |
| - Shawn Mendes e Camila Cabello — "Señorita" (Dir.: Scott Cunningham) - Billie Eilish — "Hostage" (Dir.: Pau Castejón) - Ariana Grande — "Thank U, Next" (Dir.: Christopher Probst) - Anderson .Paak com part. de Kendrick Lamar — "Tints" (Dir.: Elias Talbot) - Solange — "Almeda" (Dir.: Chasye Irvin, Ryan Marie Helfant e Justin Hamilton) - Taylor Swift com part. de Brendon Urie — "Me!" (Dir.: Starr Whitesides) | - Megan Thee Stallion com part. de Nicki Minaj e Ty Dolla Sign — "Hot Girl Summer" - Miley Cyrus — "Mother's Daughter " - DJ Khaled com part. de Cardi B e 21 Savage — "Wish Wish" - Ariana Grande — "7 Rings" - Halsey — "Nightmare " - Lizzo com part. de Missy Elliott — "Tempo" - Maren Morris — "GIRL" - Taylor Swift — "You Need to Calm Down"                                                                         |
| Canção do Verão | Prêmio MTV Pioneiro da Moda |
| - Ariana Grande e Social House — "Boyfriend" - The Chainsmokers e Bebe Rexha — "Call You Mine" - Miley Cyrus — "Mother's Daughter" - DaBaby — "Suge" - Billie Eilish — "Bad Guy" - Jonas Brothers — "Sucker" - Khalid — "Talk" - Lil Nas X com part. de Billy Ray Cyrus — "Old Town Road (Remix)" - Lil Tecca — "Ransom" - Lizzo — "Truth Hurts" - Shawn Mendes e Camila Cabello – "Señorita" - Post Malone com part. de Young Thug — "Goodbyes" - Rosalía e J Balvin com part. de El Guincho — "Con altura" - Ed Sheeran e Justin Bieber – "I Don't Care" - Taylor Swift — "You Need to Calm Down" - Young Thug com part. de J. Cole e Travis Scott — "The London" | Marc Jacobs |
| Prêmio Michael Jackson Video Vanguard (apresentado por Cardi B) | |
| Missy Elliott | |

Notas
1. ↑  No início da cerimônia, Hailee Steinfeld anunciou os 2 finalistas: Lizzo e Billie Eilish.